# Profesorul trăsnit (film din 1996)
Profesorul trăsnit (în engleză: The Nutty Professor) este un film american SF de comedie din 1996 regizat de Tom Shadyac, cu Eddie Murphy în rolul principal. Este o refacere a filmului cu același nume din 1963, cu Jerry Lewis, care era o parodie a povestirii din 1886 a lui Robert Louis Stevenson, „Straniul caz al doctorului Jekyll și al domnului Hyde”. 
Filmul îi are în distribuție pe Murphy, Jada Pinkett, James Coburn, Larry Miller, Dave Chappelle și John Ales. Coloana sonoră originală a fost compusă de David Newman. Filmul a câștigat Premiul Oscar pentru cel mai bun machiaj la cea de-a 69-a ediție a Premiilor Oscar.